# Teinostoma sapiella
Teinostoma sapiella är en snäckart som beskrevs av Dall 1919. Teinostoma sapiella ingår i släktet Teinostoma och familjen Vitrinellidae. Inga underarter finns listade i Catalogue of Life.